# Стрільницька сільська рада (Бахмацький район)
Стрі́льницька сільська́ ра́да — адміністративно-територіальна одиниця та орган місцевого самоврядування в Бахмацькому районі Чернігівської області. Адміністративний центр — село Стрільники.

## Загальні відомості
Стрільницька сільська рада утворена у 1919 році.
- Територія ради: 33,438 км²
- Населення ради: 1 161 особа (станом на 1 січня 2012 року)

Нинішня сільська рада є однією з 20-ти сільських рад Бахмацького району і одна з п'ятьох, яка складається з одного населеного пункту — села Стрільники.

## Населені пункти
Сільській раді підпорядковані населені пункти:
- с. Стрільники

## Склад ради
Рада складається з 16 депутатів та голови.
- Голова ради: Іващенко Борис Віталійович
- Секретар ради: Петренко Раїса Миколаївна

### Керівний склад попередніх скликань
| Прізвище, ім'я, по батькові | Основні відомості                                                         | Дата обрання | Дата звільнення |
| --------------------------- | ------------------------------------------------------------------------- | ------------ | --------------- |
| Дзюба Віталій Миколайович   | Сільський голова, 1969 року народження, безпартійний                      | 26.03.2006   | 31.10.2010      |
| Іващенко Борис Віталійович  | Сільський голова, 1968 року народження, освіта вища, член Партії регіонів | 31.10.2010   |                 |

Примітка: таблиця складена за даними сайту Верховної Ради України

### Депутати
За результатами місцевих виборів 2010 року депутатами ради стали:

#### За суб'єктами висування
| Суб'єкт висування                                       | Кількість обраних депутатів | %    |
| ------------------------------------------------------- | --------------------------- | ---- |
| Партія регіонів                                         | 10                          | 62,5 |
| Самовисування                                           | 5                           | 31,3 |
| Політична партія Всеукраїнське об'єднання «Батьківщина» | 1                           | 6,3  |

#### За округами
| № округу                                                | Прізвище, ім'я, по батькові    | Дата визнання обраним | Освіта  | Партійна приналежність | Відомості про обраного депутата                                 |
| ------------------------------------------------------- | ------------------------------ | --------------------- | ------- | ---------------------- | --------------------------------------------------------------- |
| Партія регіонів                                         |                                |                       |         |                        |                                                                 |
| 1                                                       | Муха Лідія Петрівна            | 02.11.2010            | вища    | позапартійна           | Стрільницька сільськарада, бухгалтер                            |
| 2                                                       | Чепуль Людмила Іванівна        | 02.11.2010            | вища    | член Партії регіонів   | Стрільницька загальноосвітня школа І-ІІІ ст., вчитель           |
| 3                                                       | Огієнко Сергій Васильович      | 02.11.2010            | вища    | позапартійний          | Стрільницька сільська амбулато-рія, фельдшер                    |
| 4                                                       | Самойленко Василь Андрійович   | 02.11.2010            | вища    | позапартійний          | СТОВ"Батьків-щина", механізатор                                 |
| 5                                                       | Петренко Раїса Миколаївна      | 02.11.2010            | вища    | позапартійна           | Стрільницька сільськарада, секретар                             |
| 9                                                       | Іващенко Ольга Іванівна        | 02.11.2010            | середня | член Партії регіонів   | Стрільницька сільськарада, касир                                |
| 11                                                      | Сохань Ніна Сергіївна          | 02.11.2010            | вища    | член Партії регіонів   | Стрільницька загальноосвітня школа І-ІІІ ст., вчитель           |
| 12                                                      | Коляда Валентина Володимирівна | 02.11.2010            | вища    | член Партії регіонів   | Стрільницька загальноосвітня школа І-ІІІ ст., вчитель           |
| 15                                                      | Кузнєцова Ольга Костянтинівна  | 02.11.2010            | вища    | позапартійна           | Стрільницька сільська амбулато-рія, медсестра                   |
| 16                                                      | Дзюба Валентина Володимирівна  | 02.11.2010            | середня | позапартійна           | Бахмацький соціальний центр, соціальний працівник               |
| Політична партія Всеукраїнське об'єднання «Батьківщина» |                                |                       |         |                        |                                                                 |
| 7                                                       | Чворда Оксана Миколаївна       | 02.11.2010            | вища    | позапартійна           | Стрільницька загальноосвітня школа І-ІІІ ст., вчитель           |
| Самовисування                                           |                                |                       |         |                        |                                                                 |
| 6                                                       | Самойленко Світлана Миколаївна | 02.11.2010            | вища    | позапартійна           | тимчасово не працює                                             |
| 8                                                       | Чворда Володимир Олексійович   | 02.11.2010            | вища    | позапартійний          | тимчасово не працює                                             |
| 10                                                      | Карпусь Наталія Іванівна       | 02.11.2010            | вища    | позапартійна           | Поштове відділення зв'язку, касир                               |
| 13                                                      | Кузнєцов Олександр Валерійович | 02.11.2010            | вища    | позапартійний          | СТОВ"Батьків-щина", завідуючийМТФ                               |
| 14                                                      | Дзюба Валентина Олександрівна  | 02.11.2010            | середня | позапартійна           | Стрільницьке сільськекомунальнегосподарст-во, приймальникмолока |